# San Diego Gulls (1995–2006)
San Diego Gulls byl profesionální americký klub ledního hokeje, který sídlil v kalifornském městě San Diego. V letech 2003–2006 působil v profesionální soutěži East Coast Hockey League. Před vstupem do ECHL působil ve West Coast Hockey League. Gulls ve své poslední sezóně v ECHL skončily ve čtvrtfinále play-off. Své domácí zápasy odehrával v hale Valley View Casino Center s kapacitou 12 920 diváků. Klubové barvy byly oranžová, bílá a černá.

## Úspěchy
- Vítěz WCHL ( 5× )
  - 1995/96, 1996/97, 1997/98, 2000/01, 2002/03

## Přehled ligové účasti
Zdroj: 
- 1995–1997: West Coast Hockey League
- 1997–2002: West Coast Hockey League (Jižní divize)
- 2002–2003: West Coast Hockey League
- 2003–2004: East Coast Hockey League (Pacifická divize)
- 2004–2005: East Coast Hockey League (Západní divize)
- 2005–2006: East Coast Hockey League (Pacifická divize)